# Domagoj Pušić
Domagoj Pušić (Osijek, 24 ottobre 1991) è un calciatore croato, centrocampista dell'Akragas.

## Caratteristiche tecniche
È un mediano.

## Carriera
Nato a Osijek inizia la sua carriera giocando a livello giovanile per il club della sua città natale, l'Osijek, con il firma un contratto triennale da professionista nel luglio 2008. 
Il 24 agosto seguente debutta in prima squadra nella quinta giornata di campionato contro l'NK Zagabria. La stagione successiva ha invece trovati la prima rete da professionista nella vittoria per 3-1 contro l'Istria 1961.
Nel settembre 2013, dopo cinque anni all'Osijek, viene acquistato a titolo definitivo dal Rijeka, con cui firma un contratto di due anni; mentre nell'agosto 2014 viene acquistato a titolo temporaneo al Zara. A fine prestito, non rinnovato il contratto con il Rijeka, rimane svincolato.
Il 1º ottobre 2019 viene acquistato dal club lituano del Sūduva, con cui firma un contratto biennale.
Il 3 marzo 2021 viene acquistato dai bosniaci del Zrinjski Mostar. Sette giorni dopo fa il proprio debutta nella gara di Coppa nazionale contro il Sarajevo. L'esperienza in Bosnia non si rivela proficua e tre mesi dopo l'arrivo rescindere il proprio contratto.
Il 3 gennaio 2023 si trasferisce in Malaysia al Terengganu, firmando un contratto annuale.

## Palmarès

### Club

#### Competizioni nazionali
- Coppa di Croazia: 1

Rijeka: 2013-2014
- Campionato lituano: 1

Sūduva: 2019